# Amtsgericht Lublinitz

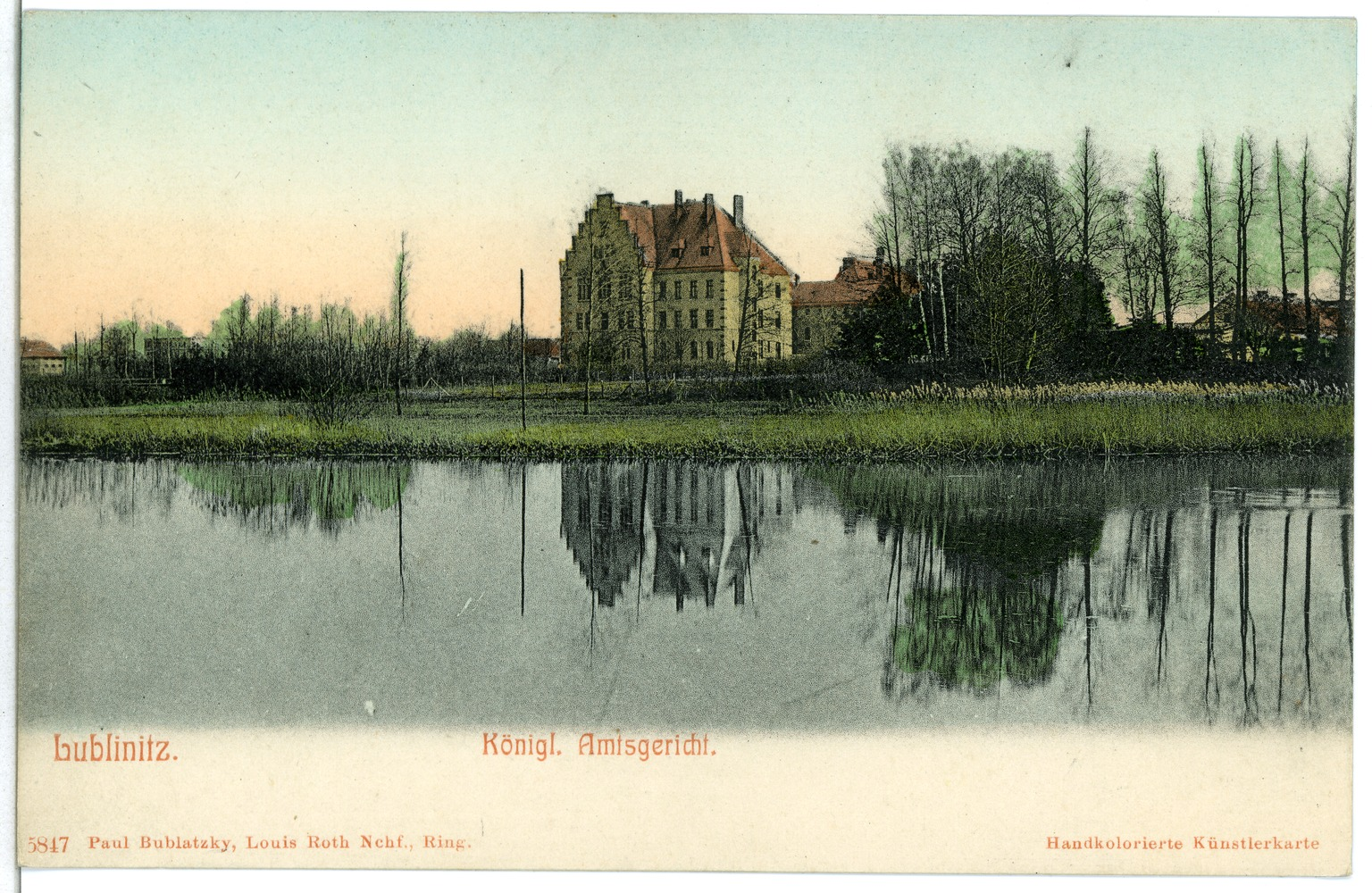
Königliches Amtsgericht im Jahr 1905

Das Amtsgericht Lublinitz (ab 1941: Amtsgericht Loben) war ein preußisches Amtsgericht mit Sitz in Lublinitz.

## Geschichte
In Lublinitz bestand von 1849 bis 1879 das Kreisgericht Lublinitz. Das königlich preußische Amtsgericht Lublinitz wurde mit Wirkung zum 1. Oktober 1879 als eines von 13 Amtsgerichten im Bezirk des Landgerichtes Oppeln im Bezirk des Oberlandesgerichtes Breslau gebildet. Der Sitz des Gerichtes war Lublinitz. Sein Gerichtsbezirk umfasste den Kreis Lublinitz ohne den Teil, der dem Amtsgericht Guttentag zugeordnet war. Am Gericht bestanden 1880 vier Richterstellen. Das Amtsgericht war damit ein mittelgroßes Amtsgericht im Landgerichtsbezirk. Am Gericht wurde eine Strafkammer gebildet. Gerichtstage wurden in Woischnik gehalten. Der Amtsgerichtsbezirk kam aufgrund des Versailler Vertrages zu Polen, obwohl sich in der Volksabstimmung in Oberschlesien eine Mehrheit für Deutschland entschieden hatte. Das Amtsgericht wurde aufgehoben und das polnische Sąd Rejonowy w Lublińcu gebildet. Im Jahre 1939 wurde Polen deutsch besetzt. Im Rahmen der Neuorganisation der Gerichte in Ostdeutschland und im ehemaligen Polen wurden das Amtsgericht Lublinitz neu gebildet und erneut dem Landgericht Oppeln zugeordnet. Zum 1. April 1941 wurde der Landgerichtsbezirk Oppeln mit seinen Amtsgerichten dem neugeschaffenen Oberlandesgericht Kattowitz zugeschlagen. Im Jahre 1941 wurde Lublinitz in Loben umbenannt, entsprechend änderte sich der Name des Gerichtes in Amtsgericht Loben.
Im Jahre 1945 wurde der Amtsgerichtsbezirk unter polnische Verwaltung gestellt, und die deutschen Einwohner wurden vertrieben. Damit endete auch die Geschichte des Amtsgerichtes Lublinitz/Loben. Unter polnischer Verwaltung entstand das Sąd Rejonowy w Lublińcu (1950–1975: Sąd Powiatowy w Lublińcu).

## Richter
- Konrad Rensch (1908 bis 1918)